# 루시드 드림 (2017년 영화)
"루시드 드림"은 2017년에 개봉한 대한민국의 영화이다.

## 캐스팅
- 고수 : 최대호 역
- 설경구 : 송방섭 역
- 강혜정 : 소현 역
- 박인환 : 강성필 역
- 천호진 : 조명철 회장 역
- 전석호 : 최경환 역
- 이석 : 유상만 역
- 이시아 : 최미연 역
- 김강훈 : 최민우 역
- 최대훈 : 김 형사 역
- 박진우 : 맛나버거주인 역
- 박주환 : 수염 남 역
- 조선묵 : 사진사 역
- 이창직 : 퇴물조폭 1 역
- 권오진 : 퇴물조폭 2 역
- 허성민 : 덩치 역
- 유재근 : 조명철 회장 수행비서 역
- 신창수 : 조명철 회장 경호실장 역
- 유현준 : 조명철 회장 경호원 역
- 이승호 : 조명철 회장 경호원 역
- 장지우 : 조명철 회장 경호원 역
- 문성복 : 조명철 회장 경호원 역
- 정성호 : 조명철 회장 경호원 역
- 이종우 : 강력1팀 형사 역
- 진모 : 강력1팀 형사 역
- 이석 : 강력1팀 형사 역
- 배우진 : 강력1팀 형사 역
- 성찬호 : 최경환 병원 의사 역
- 조형래 : 서 기자 역
- 이영윤 : 여기자 역
- 황상경 : 남기자 역
- 박선지 : 수진 간병인 역
- 김윤 : 놀이공원 남직원 역
- 권혁상 : 중고차 남직원 역
- 남상지 : 수진병원 간호사 역
- 이은주 : 수진병원 여의사 역
- 김미성 : 원장수녀 역
- 임화영 : 최경환 아내 역
- 노희수 : 송수진 (방섭 딸) 역
- 신범식 : 조폭 역
- 홍의정 : 조폭 역
- 김아롱 : 대호 병원 간호사 역
- 김다원 : 다방레지 역
- 김혜원 : 효정 (대호 아내) 역
- 이창우 : 김준호 의원 역
- 안지호 : 김준호 의원 비서 역
- 우영택 : 김준호 의원 경호원 역
- 송용호 : 김준호 의원 경호원 역
- 조명행 : 김준호 의원 경호원 역
- 박범규 : 놀이공원 모자남 역
- 박재랑 : 소현 동료의사 역
- 허윤원 : 방섭 정보원 역
- 신중혁 : 방섭 정보원 역
- 황인준 : 잔디밭 가족 아빠 역
- 조성미 : 잔디밭 가족 엄마 역
- 황건하 : 잔디밭 가족 딸 역
- 김택규 : 국장 운전기사 / 놀이공원 군중 역
- 김유선 : 고아원 여원장 역
- 김지혜 : 백화점 쇼핑녀 역
- 김선빈 : 안상준 역
- 황비긴 : 안상준 카페 점장 역
- 김종일 : 세운그룹회장 사진 역
- 김상일 : 조민영(조명철 회장 아들) 사진 역
- 전신환 : 놀이공원 군중 목소리 역
- 박재랑 : 소현 동료의사 역
- 김기현 : 놀이공원 군중 목소리 역
- 조윤희 : 놀이공원 군중 목소리 역
- 변유정 : 놀이공원 군중 목소리 역
- 최수현 : 놀이공원 군중 목소리 역
- 김유진 : 놀이공원 군중 목소리 역
- 김주경 : 놀이공원 군중 목소리 역
- 차주동 : 놀이공원 군중 목소리 역
- 조채인 : 놀이공원 군중 목소리 역
- 권해효 : 박 국장 역 (특별출연)
- 박유천 : 디스맨(권용현) 역 (특별출연)
- 이준혁 : 주노근 역 (특별출연)